# فینال جام باشگاه‌های اروپا ۱۹۷۶
فینال جام باشگاه‌های اروپا ۱۹۷۶، رقابت پایانی جام باشگاه‌های اروپا در سال ۱۹۷۶ است که مابین دو تیم بایرن مونیخ و سن-اتین در ورزشگاه همپدن پارک، گلاسگو برگزار شده‌است.
این مسابقه که در تاریخ ۱۲ مه ۱۹۷۶ انجام شده‌است با نتیجه ۱ بر ۰ به سود تیم بایرن مونیخ به پایان رسید.